# Miyagase-Talsperre
Die Miyagase-Talsperre (jap. 宮ヶ瀬ダム, Miyagase damu) ist eine Talsperre am Nakatsu, einem wichtigen Nebenfluss des Sagami im Landkreis Aiko in der Präfektur Kanagawa auf der Insel Honshū in Japan. Der Stausee liegt beiderseits der Grenze zwischen Kiyokawa, der Stadt Aikawa und der früheren Stadt Tsukui (heute Bezirk Midori der Stadt Sagamihara).

## Baugeschichte
Man begann in den 1930ern, das Wasserkraftpotenzial des Sagami-Flusses auszubauen, als die Industrie und der Stromverbrauch in der Yokohama-Kanagawa-Industrieregion zu wachsen begannen. Der Bau der Sagami-Talsperre, der ersten Talsperre am Sagami, begann 1938, aber der Mangel an Geldmitteln und der Beginn des Zweiten Weltkriegs verzögerten die Fertigstellung bis zum Ende des Krieges. Der Bau der Shiroyama-Talsperre wurde 1965 fertiggestellt. Das Wachstum der Bevölkerung im nahegelegenen Atsugi und der gestiegene Bedarf für Brauch- und Trinkwasser regten Pläne für weitere Talsperren an den Zuflüssen zum Sagami an. Pläne für die Miyagase-Talsperre wurden 1969 fertiggestellt und die Arbeiten begannen 1971. Wegen der Größe des Bauwerks und weil rund 300 Haushalte umgesiedelt werden mussten, wurde der Bau erst im Jahr 2000 beendet.

## Bauwerk und Nutzung
Die Miyagase-Talsperre ist eine innen hohle Gewichtsstaumauer aus Beton. Sie wurde von einem Konsortium aus Kajima Corporation, Ōbayashi Gumi und Toda Corporation geplant und gebaut. Die Talsperre ist eine Mehrzweckanlage. Neben dem Hochwasserschutz liefert sie 90 % des Leitungswassers für zwei Drittel der Bevölkerung in der Kanagawa-Präfektur, einschließlich der Städte Kawasaki, Yokohama und Yokosuka. Sie versorgt auch das Aikawa-Wasserkraftwerk, das eine Nennleistung von 24 MW hat.
Die 156 m hohe Staumauer ist die zweithöchste in der Region Kantō. Der von ihr aufgestaute Miyagase-Stausee ist ein populärer Erholungsort in der Kanagawa-Präfektur. Talsperre und Stausee können über die Nationalstraße 412 erreicht werden.